# JVCエンタテインメント・ネットワークス
JVCエンタテインメント・ネットワークス株式会社（英文社名；JVC Entertainment Networks, Inc.）は、東京都港区にかつて存在した日本の芸能プロダクション、音楽出版社、広告代理店、アニメーションの企画製作会社。
現社名は、JVCエンタテインメント株式会社（2007年4月1日〜2008年12月31日）を経て、株式会社フライングドッグ（2009年1月1日〜）。

## 沿革・概要
2004年1月1日
ビクターエンタテインメント株式会社が、経営資源の集中と選択及び最適配置を目指し、音楽パッケージビジネスとグループ内コンテンツ事業の強化に向けた事業体再編の一環として、関係会社4社『ビクター音楽出版株式会社』、『株式会社ヒット・バイブ』、『株式会社ビクタークリエイティブ・エージェンシー』、『株式会社ビクター・ミュージカルトレーディング』を統合合併し、新社名を『JVCエンタテインメント・ネットワークス株式会社』として設立。
2004年2月1日
従来から共同事業展開をしていた芸能プロダクション『ヒロ・グループ』（株式会社ヒロ・プロダクション、株式会社ヒロ・エンターテイメント、株式会社ヒロ・プラス）との事業統合を実施。ヒロ・グループ所属の全タレント・スタッフがJVCエンタテインメント・ネットワークスへ移籍した。
（発表内容抜粋）
JVCエンタテインメント・ネットワークスとヒロ・グループの融合により、今後はアーティストを軸に、コンテンツ及びサービスの創造・開発・運用を手掛ける各部門が相互に相乗効果を発揮し、最高のエンタテインメントを最良の方法でエンドユーザーへ提供する総合エンタテインメントサービスを実践します。さらに、ビクターエンタテインメントグループとしては、アーティスト関連の周辺ビジネスの領域を拡大しながら、トータルなエンタテインメント事業会社「マトリックス・エンタテインメント・カンパニー」を実現し、相互に複合的なバリューチェーンを確立することで、CD、DVD等のパッケージ事業の拡大にもつなげます。また、新たな楽曲やアーティストの発掘・開発、及び広告・キャラクタービジネス・イベント代理業等においても日本ビクターとの国内外での連携を強化の上、日本ビクターブランドとのコラボレーションによるグローバルな展開を図り、独自性のあるソフトとハードの新たな連携を目指します。
2007年4月1日
音楽著作権管理事業を分社化し『ビクター・ミュージックパブリッシング株式会社』を設立。さらにJVCエンタテインメント・ネットワークスは、株式会社ビクターネットワークスと合併し『JVCエンタテインメント株式会社』に社名変更。
2007年10月1日
ビクターエンタテインメントのアニメ及びアニメ関連事業を譲り受け「flying DOG」レーベルを創設。
2009年1月1日
JVC・ケンウッド・ホールディングス株式会社が、音楽や映像などのエンターテイメント事業の再編を行い、音楽関連の事業を担当していたビクターエンタテインメントと、タレント・アーティストマネジメント及びアニメや映像関連のビジネスを行なっていたJVCエンタテインメントを統合すると発表。それに伴い、2004年1月から続いたJVCエンタテインメント（旧社名：JVCエンタテインメント・ネットワークス）は解体された。
（発表内容抜粋）
統合理由は、JVCエンタテイメントの機能をビクターエンタテインメントに移管させ一元化することで、重複業務を解消して効率化を推進させ、同時に「ユーザーの嗜好の多様化、音楽や映像の楽しみ方や購入スタイルの変化、ネットやモバイル配信における技術革新などの環境変化に即応し、総合力を発揮しやすい体制に再編するため。ビクターエンタテインメントへの統合後は、各事業別に再編を行ない、分社化や統合により事業毎の子会社を設立。具体的には、音楽事業を『ビクターエンタテインメント』が、JVCエンタテイメントは『株式会社フライングドッグ』に社名変更して存続し、アニメや映像コンテンツを担当。また、JVCエンタテインメントが行なっていたアーティストマネジメント事業は、『ビクター・ミュージックパブリッシング』と統合し、同社が音楽著作権管理やアーティストマネジメントを担当する。新設分割で生まれる『JVCネットワークス株式会社』は、ネットワーク・配信事業を担当。同じく新設分割で生まれる『JVCエンタテインメント株式会社』（※社名は同じであるが、全くの別会社）はタレントマネジメントやキャスティング、広告代理事業を担当する。

## かつて所属していたタレント
| タレント - 相沢まき - 網浜直子 - 飯島直子 - 市毛良枝 - 一戸奈美 - 井上真鳳 - 江頭由衣 - 大島さと子 - 奥田崇 - 小野明日香 - 柏原崇 - 木ノ本嶺浩 - 君嶋ゆかり - 五代高之 - 近藤彩希 - 坂本真綾 - サタケミキオ（別名：宅間孝行） - 佐々木光一 - 松山三四六 - 汐風幸 - 志熊研三 - 白石美帆 - 末永遥 - 高橋ひとみ - 高畠華澄 - 田中実 - 近田慎太郎 - 徳山秀典 - 土肥美緒 - 栩原楽人 - 内藤陽子 - 長井梨紗 - 中里文音（別名：遠藤あやね） - 野村宏伸 - 新居昭乃 - 袴田裕幸 - 畑野ひろ子 - 藤田瞳子 - 古原靖久 - 三重野瞳 - 美元 - 三船力也（三船敏郎の孫） - 村岡英美 - 森嶋みお - 安田良子 - 柳沢慎吾 - 山口日記 - 湯浅美和子 - 湯江健幸 - 渡辺由紀 | アーティスト - 相川七瀬 - アキダス - 亜蘭知子 - 岡平健治 - 織田哲郎 - Kiroro - 坂本真綾 - savage genius - 柴田淳 - 少年カミカゼ - 3B LAB.☆S - 田原俊彦 - Tulip - 夏川りみ - paris match - 広瀬香美 - 松千 - 三重野瞳 - YA-KYIM - 山口リサ - 横田はるな - LOVE PSYCHEDELICO | スポーツ選手 - 安藤勇太 - 加藤寛規 - 鈴木みのる - 谷口尊人 文化人 - 大沼えり子 - 竹山まゆみ - 中山智保子 - 前橋靖 - Mr.カラスコ - ゆでたまご（嶋田隆司） 脚本家 - 井上登紀子 - 加藤康平 - 櫻井智也 - 坪田文 - 前田司郎 - ますもとたくや |

## 企業情報
＜統合合併したビクターエンタテインメント関係4社＞
- ビクター音楽出版株式会社

設立:1961年12月、所在地:東京都渋谷区神宮前6-10-9、資本金:1000万円
事業内容:著作権・著作隣接権の保有管理、録音録画物の企画制作ほか
- 株式会社ヒット・バイブ

設立:1999年5月、所在地:東京都渋谷区東2-26-16、資本金:1億2000万円
事業内容:録音録画物の原盤企画制作、著作権・著作隣接権の保有管理、歌手・演奏家等の発掘マネジメントほか
- 株式会社ビクター・クリエイティブ・エージェンシー

設立:1982年8月、所在地:東京都港区北青山2-27-26、資本金:2000万円
事業内容:印刷物、看板等広告・宣伝物及びキャラクター商品の企画制作販売
- 株式会社ビクターミュージカルトレーディング

設立:1987年10月、所在地:東京都渋谷区神宮前5-52-2、資本金:2000万円
事業内容:CD、テープ等の輸入販売ほか
＜ヒロ・グループ＞（代表者:井波洋）
- 株式会社ヒロ・プロダクション

設立:1984年2月、所在地:東京都渋谷区東2-25-3、資本金:1000万円
事業内容:タレントのマネジメント、CM・TVの企画制作、音楽著作権の管理
主な所属タレント:柳沢慎吾、野村宏伸、大島さと子、高橋ひとみ、市毛良枝
- 株式会社ヒロ・エンターテイメント

設立:1995年4月、所在地:東京都渋谷区東2-25-3、資本金:1000万円
事業内容:タレントのマネジメント、CM・TVの企画制作、音楽著作権の管理
主な所属タレント:飯島直子、網浜直子
- 株式会社ヒロ・プラス

設立:1989年3月、所在地:東京都渋谷区東2-25-3、資本金:1000万円
事業内容:タレントのマネジメント、CM・TVの企画制作、音楽著作権の管理、広告代理業
主な所属タレント:白石美帆、君嶋ゆかり